# Élections législatives moldaves d'avril 2009
Des élections législatives se sont tenues en Moldavie le dimanche 5 avril 2009, à l'échéance normale (tous les quatre ans). Le Parti des communistes de la République de Moldavie (PCRM) a remporté la majorité absolue des sièges (60 sur 101) pour la troisième fois consécutive. La participation s'est élevée à 59,50 %, dépassant les 50 % nécessaires pour que l'élection soit déclarée valide. Les observateurs internationaux (Parlement européen, OCDE, IEOM...) ont déclaré que ces élections respectaient les normes internationales.
Le nouveau Parlement devait élire le nouveau président de la République, Vladimir Voronin ne pouvant pas se représenter au terme de ses deux mandats.

## Résultats
| Partis et coalitions          | Partis et coalitions                                    | Votes     | %       | Sièges | %     |
| ----------------------------- | ------------------------------------------------------- | --------- | ------- | ------ | ----- |
|                               | Parti des communistes (PCRM)                            | 760 139   | 49,48   | 60     | 59,41 |
|                               | Parti libéral (PL)                                      | 201 812   | 13,14 % | 15     | 14,85 |
|                               | Parti libéral-démocrate (PLDM)                          | 190 932   | 12,43   | 15     | 14,85 |
|                               | Alliance "Notre Moldavie" (AMN)                         | 150 110   | 9,77    | 11     | 10,89 |
|                               | Parti social-démocrate (PSD)                            | 56 855    | 3,70    |        |       |
|                               | Parti populaire chrétien-démocrate (PPCD)               | 46 549    | 3,03    |        |       |
|                               | Parti démocrate (PDM)                                   | 45 623    | 2,97    |        |       |
|                               | Union centriste (UCM)                                   | 42 242    | 2,75    |        |       |
|                               | Mouvement social et politique "Action européenne" (MAE) | 15 447    | 1,01    |        |       |
|                               | Parti conservateur                                      | 4 384     | 0,29    |        |       |
|                               | Moldavie Unie                                           | 3 360     | 0,22    |        |       |
|                               | Parti républicain de Moldavie\|Parti républicain        | 1 438     | 0,09    |        |       |
|                               | Candidats indépendants                                  | 17 253    | 1,12    |        |       |
| TOTAL (participation 59,50 %) | TOTAL (participation 59,50 %)                           | 1 536 144 | 100     | 101    | 100   |

## Élection du président de la République
L'une des premières tâches du Parlement nouvellement était d'élire un nouveau président de la République. Le président sortant, Vladimir Voronin, était inéligible étant donné qu'il avait déjà obtenu deux mandats, nombre maximum autorisé par la Constitution. Son successeur devait être élu avant le 8 juin 2009 en obtenant les 3/5es des voix, soit 61 votes sur 101. La Première ministre, Zinaida Greceanîi, avait été désignée comme candidate pour le Parti communiste mais les partis d'opposition avaient déjà fait savoir qu'ils ne voteraient pas pour un candidat communiste. Or il ne manquait qu'un siège au Parti communiste pour avoir la majorité des 3/5e. Lors des deux tours de scrutin les 20 mai et 3 juin 2009, Zinaida Greceanîi n'a obtenu en effet que 60 voix. Conformément à la Constitution, le chef de l'État sortant a prononcé, le 15 juin 2009, la dissolution du Parlement et fixé la date des élections anticipées au 29 juillet prochain.

## Réactions
L'Union européenne avait appelé la Moldavie à réformer sa loi électorale. Cette dernière fixe le seuil électoral à 6 % des voix, ce qui ne permet pas aux petits partis d'être représentés. La réforme de la loi électorale aurait permis à ces partis d'entrer au Parlement. Cependant ces appels ont été rejetés par le Président Voronin.

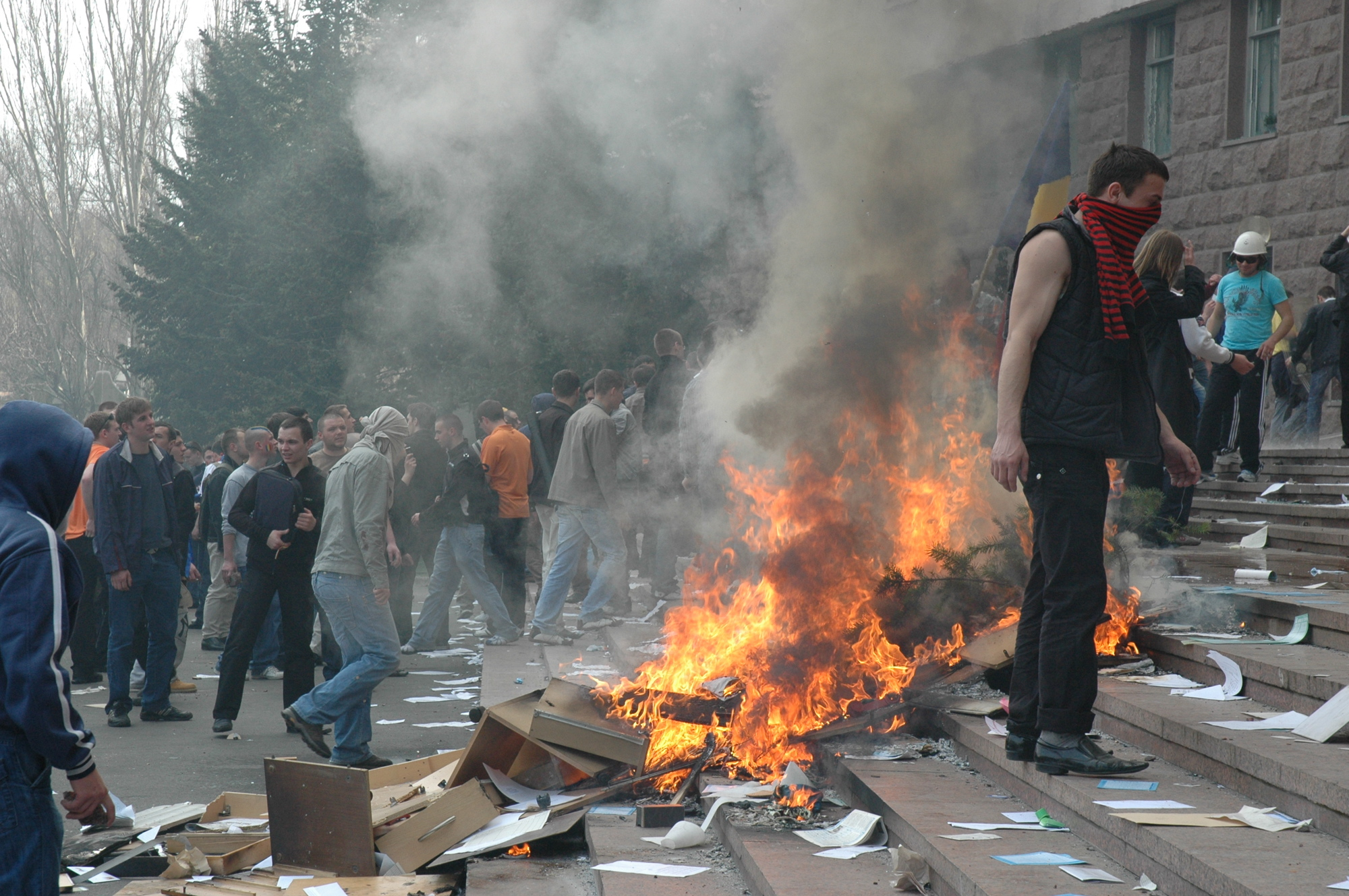
Manifestants le 7 avril 2009 à Chișinău

Bien que les observateurs internationaux aient reconnu ces élections comme conformes aux normes internationales, les partis d'oppositions les considèrent comme frauduleuses. Des émeutes ont éclaté à Chișinău après l'annonce des résultats préliminaires donnant la victoire au Parti communiste. Les manifestants (environ 50 000) ont attaqué le bâtiment du Parlement ainsi que la présidence de la République, cassant des vitres et mettant le feu aux meubles. Ces émeutes ont fait plus de 78 blessés parmi les policiers et les manifestants (270 blessés selon le Président moldave).
Les manifestants ont scandé des slogans anti-gouvernementaux, pro-occidentaux et pour l'union de la Moldavie et de la Roumanie, tels que "Nous voulons l'Europe", "Nous sommes Roumains" et "À bas le communisme". Ils ont également remplacé les drapeaux moldaves de la présidence par des drapeaux roumains et européens.

## Recomptage des votes
Le 10 avril 2009, le Président Vladimir Voronin a demandé à la Cour constitutionnelle moldave d'autoriser un nouveau décompte complet des voix, comme le demandaient les manifestants. La Cour constitutionnelle a accepté la requête du Président Voronin le 12 avril 2009 en ordonnant à la commission électorale centrale de recompter les voix dans les neuf jours. Entre-temps les résultats des élections ont été approuvés par la commission électorale.

## Dissolution
Les députés n'étant pas parvenu à élire un nouveau président de la République, le président sortant Vladimir Voronin annonça la dissolution du Parlement le 15 juin 2009 et la tenue de nouvelles élections législatives le 29 juillet 2009.